# Hosselen
Hosselen is straattaal voor verschillende vormen van bij elkaar scharrelen of ritselen.
Hosselen kent meerdere connotaties:
- op de straat geld verdienen voor veelal verdovende middelen door diefstal en handel.
- fixen of versieren.
- op een ondernemende, streetwise en gevarieerde manier voldoende inkomen verwerven voor een leuk leven.[1]

## Herkomst
Hosselen is ontleend aan het gelijknamige Surinaamse woord waar het een neutralere betekenis heeft en het wordt gebruikt om 'hard werken' of 'zwoegen, ploeteren' mee aan te duiden. Het woord is afkomstig van het Engelse woord to hustle, dat op zijn beurt weer ontleend is aan het Nederlandse woord hutselen.

## Gebruik
Naast gebruik als straattaal komt het woord ook voor in de titels van enkele boeken over lifestyle. In 2016 behaalde het nummer Hosselen van rapper Boef de gouden status.